# Pasquale Rossi (Soziologe)
Pasquale Rossi (geb. 1867 in Cosenza; gest. 1905 in Dipignano) war ein italienischer Soziologe und Arzt. Im Zuge der positivistischen Strömung seiner Zeit beschäftigte er sich mit kollektiven Phänomenen und Massen.
Wie bereits Scipio Sighele in Italien und Gustave Le Bon in Frankreich war er an der Entstehung des Phänomens der Massen interessiert, die damals das soziale und politische Gefüge Europas erschütterten.
Rossi war Gründer und Direktor des Archivio di psicologia collettiva und gab dessen Archivio di psicologia collettiva e scienze affini heraus, dessen erste Nummer 1900 erschien.

## Publikationen
- L'animo della folle, Tipografia Raffaele Riccio, Cosenza 1898
- Psicologia collettiva. Studi e ricerche, Tipografia Raffaele Riccio, Cosenza 1899 (Biblioteca internationale di sociologia teorica Nr. 3, hrsg. von Fausto Squillace)
- Mistici e settarii. Studio di psico-patologia collettiva, Milan, 1900
- Giuseppe Mazzini e la scienza moderna. Cosenza. 1900 Digitalisat
- Psicologia collettiva morbosa, Fratelli Bocca, Torino 1901 (Biblioteca antropologico-giuridica, I, 30)
- I suggestionatori e la folla, Fratelli Bocca, Torino 1902 (Piccola biblioteca di scienze moderne, 54)

frz. Übers. Les suggesteurs et la foule: psychologie des meneurs, artistes, orateurs. Paris 1904 Digitalisat
- Le Rumanze e il folklore in Calabria, Tipografia Raffaele Riccio, Cosenza 1903
- Sociologia e psicologia collettiva, Roma 1904 Digitalisat
- "Discorrendo di psicologia sociale e collettiva", Estratto dal giornale La Lotta. Tip. della "Lotta", Cosenza, 1905